# Кизито, Лувага
Лувага Виллиам Кизито (англ. Luwagga William Kizito; род. 20 декабря 1993, Кисуби, Центральная область) — угандийский футболист, нападающий клуба «Хапоэль» из Ришон-ле-Циона.

## Карьера
Профессиональную карьеру начал в клубе «Бунамвайя», с которым завоевал чемпионский титул.
Летом 2012-го Кизито перебрался в португальский «Лейшойнш», где своими результативными действиями привлёк скаутов «Порту», однако в тот момент у Кизито упала результативность, и переход сорвался. В начале 2014 года перешёл в другой португальский клуб «Спортинг» (Ковильян). Спустя полгода стал игроком «Риу Аве», который выступал в португальской Примейре.
В 2017 году перебрался в Румынию, где выступал за «КСМ Политехника Яссы». В августе 2018 года был взят в аренду белорусским БАТЭ с правом первоочередного выкупа.
13 марта 2019 карагандинский «Шахтёр» подписал 25-летнего африканского вингера румынского «Политехника Яссы».

## В сборной
В национальной сборной Уганды дебютировал в 2012 году.

## Достижения
«Бунамвайя»
- Чемпион Уганды: 2009/10
- Серебряный призёр чемпионата Уганды: 2011/12
- Бронзовый призёр чемпионата Уганды: 2010/11